# Doug Burgum
Douglas James Burgum, dit Doug Burgum, né le 1er août 1956 à Arthur (Dakota du Nord), est un homme d'affaires et homme politique américain. Membre du Parti républicain, il est gouverneur du Dakota du Nord du 15 décembre 2016 au 15 décembre 2025. Depuis le 1er février 2025 il est le secrétaire à l'Intérieur des États-Unis.
Il est candidat aux primaires républicaines pour l'élection présidentielle de 2024. Il retire sa candidature en décembre 2023, avant le début des primaires. Il annonce le 14 janvier 2024, dans un meeting commun en Iowa, soutenir Donald Trump, qui le nommera ensuite comme secrétaire à l'Intérieur des États-Unis dans sa seconde administration.

## Biographie

### Carrière privée
Diplômé de l'université d'État du Dakota du Nord et de l'université Stanford, Burgum travaille pour McKinsey & Company à Chicago avant de rejoindre Great Plains Software à Fargo.
Il devient président de l'entreprise en 1984 après en avoir fait l'acquisition, puis la revend à Microsoft en 2001 pour 1,1 milliard de dollars. Il intègre lui-même Microsoft en tant que chef de Microsoft Business Solutions jusqu'en 2007. Burgum devient président du conseil d'administration d'Atlassian en 2012. En parallèle, il fonde le Kilbourne Group à Fargo en 2006, orienté vers le développement immobilier.

### Engagement politique
Sans expérience politique, Burgum annonce sa candidature pour la nomination républicaine pour le poste de gouverneur du Dakota du Nord afin de succéder à Jack Dalrymple en 2016. Il défait le procureur général d'État Wayne Stenehjem lors de la primaire avec 59,4 % des voix contre 38,5 % à Stenehjem. Lors de l'élection, il bat largement le candidat du Parti démocrate, Marvin Nelson, élu à la Chambre des représentants du Dakota du Nord depuis 2011, avec 76,5 % des voix.
Profitant d'une bonne cote de popularité le plaçant neuvième au niveau national parmi les gouverneurs selon Morning Consult, avec 55 % des sondés se disant satisfaits de son action, Burgum concourt à sa réélection en 2020. Il remporte un deuxième mandat avec 65,8 % des voix face à la vétérinaire Shelley Lenz (25,4 %).
En juin 2023, il annonce sa candidature aux primaires républicaines pour l'élection présidentielle de 2024. Après avoir échoué, faute de sondages suffisamment favorables, à se qualifier à deux débats prévus entre les principaux candidats, il annonce mettre un terme à sa campagne le 4 décembre 2023. Il apporte formellement son soutien à Donald Trump le 14 janvier 2024, à la veille des caucus de l'Iowa. Il annonce quelques jours plus tard qu'il ne sera pas candidat à un troisième mandat de gouverneur. Il fait partie en juillet 2024 des trois finalistes pour devenir le colistier de Donald Trump, mais le sénateur JD Vance de l'Ohio lui est finalement préféré.
Le 14 novembre 2024, le président-élu Donald Trump annonce son intention de le nommer au poste de secrétaire à l'Intérieur des États-Unis dans sa seconde administration. Il est confirmé à son poste le 30 janvier 2025 par le Sénat des États-Unis par un vote de 79  pour et 18 contre.